# Vernon (Kalifornia)
Vernon – miasto w Stanach Zjednoczonych, w stanie Kalifornia, w hrabstwie Los Angeles.